# Skrubbholmen (Lindås)
Ne doit pas être confondu avec Skrubbholmen ou Skrubbholmen (Masfjorden).
Skrubbholmen est une île dans le landskap Sunnhordland du comté de Vestland. Elle appartient administrativement à Lindås.

## Géographie
Rocheuse et désertique à l'exception de quelques bosquets épars, à fleur d'eau, elle s'étend sur environ 533 m de longueur pour une largeur approximative de 137 m. 